# Tiki 100
Il Tiki 100 è un home computer prodotto dalla Tiki Data di Oslo in Norvegia.  Il computer fu lanciato sul mercato nella primavera del 1984 con il nome di Kontiki 100.
Il Tiki 100 era inteso principalmente per l'emergente settore educativo e specialmente per l'impiego nelle scuole primarie.
A causa di una disputa con Thor Heyerdahl, famoso per il suo Kon-Tiki usato nella spedizione del 1947, il nome fu successivamente cambiato in Tiki 100.
I primi prototipi erano dotati di 4 KB di ROM, mentre il 100 incluso nel nome della macchina si riferiva al totale della memoria di cui era dotato.

## Specifiche tecniche
- Processore Zilog Z80
- Tastiera integrata nel case
- Interfaccia grafica a colori con 3 modi: 240, 480 o 960 per 256 pixel con 16, 4 o 2 colori simultanei.
- Uscita per TV
- Generatore di suoni polifonico AY-3-8912
- Uno o due floppy disk drives da 5¼"
- Due porte seriali RS-232
- Una porta stampante parallela Centronics
- 64 KB di RAM
- 32 KB memoria grafica
- 8 KB di ROM

Software incluso:
- TIKO, un sistema operativo CP/M-compatibile
- Interprete BBC BASIC
- Interprete COMAL

Equipaggiamento opzionale:
- Harddisk controller
- Network-hub per collegare fino a 16 computer in una rete e condividere dischi e stampanti. Il server era un Tiki-100 con harddisk, che eseguiva un sistema operativo MP/M.
- Scheda aggiuntiva con CPU dotata di un processore Intel 8088 che eseguiva MS-DOS (non PC-compatibile). In questa modalità, lo Z80 era usato come processore di I/O e per gestire l'I/O dei dischi e la grafica.

Il Tiki-100 aveva 3 differenti modalità grafiche ma nessuna modalità di testo che era riprodotta attraverso la grafica di tipo bitmap. Il testo prodotto era di 40, 80 o 160 per 25 caratteri con scroll verticale in hardware.

## Il Tiki 100 rev.D
Dopo il modello Tiki 100 fu prodotto un modello chiamato Tiki 100 Rev.D che era un computer IBM compatibile basato sul processore Intel 8080 che poteva eseguire il sistema operativo MS-DOS.
Era dotato di grafica CGA ed era inoltre dotato di un processore Z80 in modo da poter eseguire il software originale scritto per il Tiki 100.